# Ломикамінь жовто-зелений
Ломикамінь жовто-зелений (Saxifraga luteoviridis) — вид квіткових рослин з родини ломикаменевих (Saxifragaceae).

## Біоморфологічна характеристика
Це багаторічна трав'яна рослина 10–15 см заввишки. Неплідні пагони багаторічні, густо облистяні й закінчуються розеткою великих листків. Суцвіття щиткоподібне, 6–12-квіткове. Чашечка, як і пелюстки, залозисто-волосиста. Віночок жовто-зелений чи блідо-жовтий, пелюстки 2–3 мм, рівні або трохи довші за чашолистки. Насіння 0.7–0.8 × 0.4–0.5 мм, поверхня тьмяна, чорна.

## Поширення
Поширення: Туреччина, Греція, Болгарія, Румунія, Україна.
В Україні вид росте на вапняних скелях, зрідка — у Карпатах (Чивчинські гори)